# Petit four
Um petit four é uma massa pequena e doce (como massa folhada, biscoito, suspiro ou macaron) ou salgados (como mil-folhas de queijo, mini-pizzas ou quiche) da pastelaria clássica na culinária francesa.
O nome é francês, petit four, que significa forno pequeno.
A culinária contemporânea adaptou petits fours aos gostos e costumes culinários de cada país usando receitas e ingredientes locais, de modo que um petit four é mais um conceito gastronômico do que um conjunto fechado de receitas.

## História e etimologia

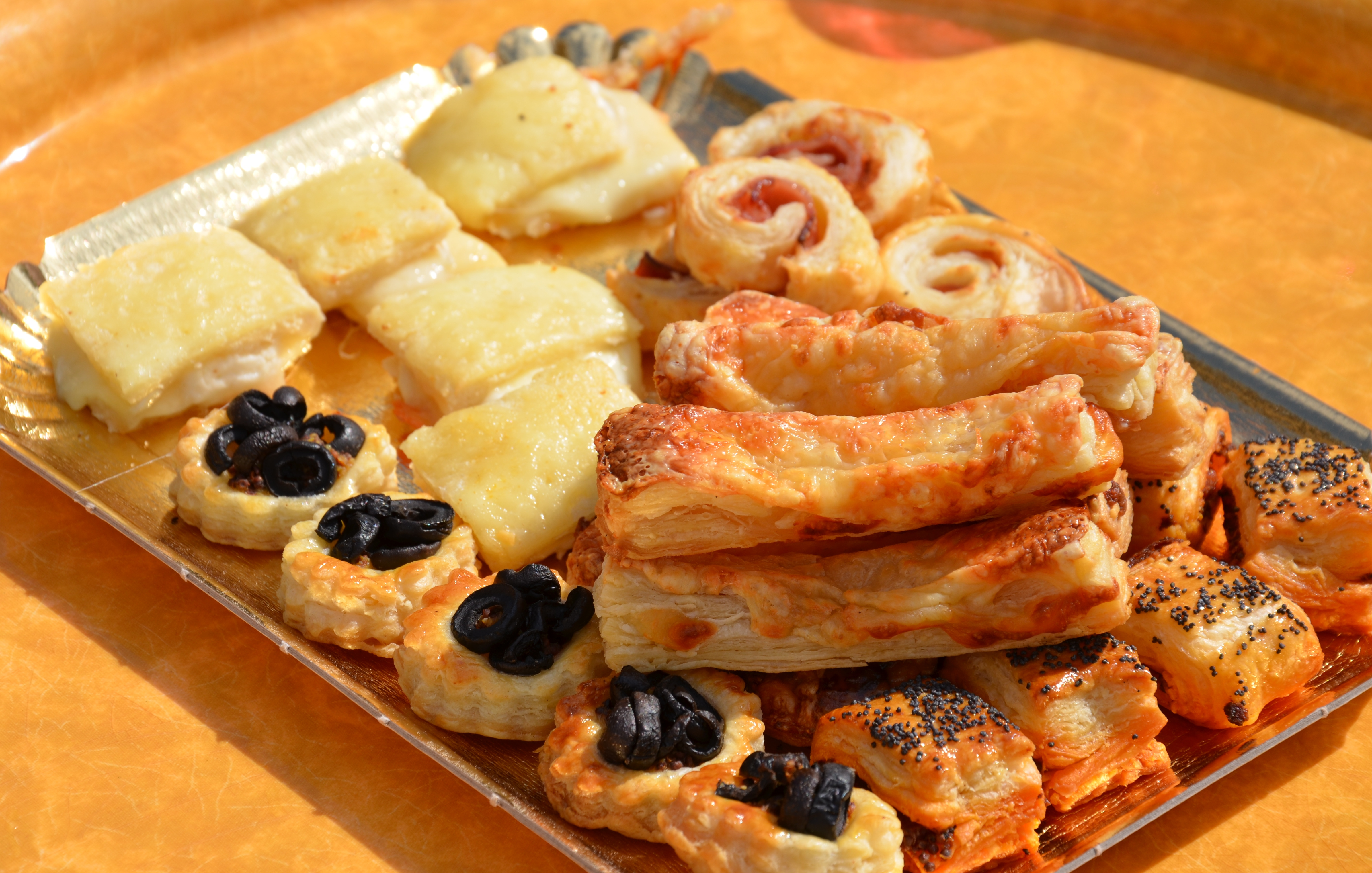
Petit fours salgados assortidos (servidos quentes)

Na França do século XVII e século XVIII, os fornos a gás não existiam. Enormes fornos de tijolos foram usados, que levam muito tempo para aquecer, mas também para esfriar. Sem meios de controlar a temperatura, o prato era preparado de acordo com o poder de fogo que era aumentado e diminuído. O estado de alta temperatura, como para assar carne, foi chamado de grand four, e o estado que baixou para um nível baixo de temperatura adequado para assar confeitaria foi chamado de petit four. Como os alimentos onde o açúcar é o ingrediente principal da base são mais delicadas, os padeiros usavam os fornos durante o processo de resfriamento do carvão, aproveitando o calor residual para assar bolos menores., e esse nome passou a englobar todos os tipos de pastéis que exigiam um forno suavemente ou medianamente aquecido. Essa particularidade fez surgir o "chef pasteleiro de petit four" (pâtissier de petit four), como um intermediário entre o pasteleiro propriamente dito e o confeiteiro.
Muitas vezes considerado como um alimento de luxo, tanto os petit four doces como os salgados são servidos em coquetéis, recepções, festas e como aperitivos em jantares. Eram tradicionalmente servidos ao fim de refeições, ou como petiscos ao longo de uma parte do dia.

## Características dos petits fours franceses
Os petits fours são peças criadas e assadas com base em seu tamanho pequeno. A decoração e apresentação são muito cuidadosas, e suas características dependem da imaginação do padeiro. A versão em miniatura de peças geralmente maiores, como bombas e tortinhas, ou mini-pizzas e quiches, são chamadas de mignardises e não são estritamente petits fours.
O gourmand francês M. Cardelli escreveu, em 1842, que "o que se produz sob o nome de petit four é de extensão imensa" e que "macarons, biscoitos e suspiros apenas já seriam suficientes com suas subdivisões de formar um verdadeiro labirinto de guloseimas". Nas definições de petit four dadas em seu livro Nouveau manuel complet des gourmands (numa tradução livre, Novo Manual Completo dos Gourmands), ele inclui biscoitos comuns, amanteigados, de champagne, aerados, ao rum, com chocolate, merengue, coeur de noisettes (biscoitos em forma de coração com um pequeno círculo de praliné); boules de neige (tipo de confeito esférico e amanteigado); os bolos casse-museau; pães de mel; castanhas grelhadas; marzipã; marron-glacé num geral; torteletes recheadas; e pequenos pães com amêndoas, nozes e recheio, entre outras receitas da época e que continuam sendo utilizadas.
Ele ainda acrescenta que as bombas, pão de ló, canapés, castanhas, profiteroles, cannolis, waffles, vol-au-vents, macarons, mil-folhas e croquetes também são considerados tipos de petit four.
A fama internacional dos petits fours levou a generalizar essa categoria, incluindo muitas pequenas peças que pertencem a outros tipos de preparações. Por exemplo, quando se assemelham a pequenos sanduíches não são petits fours mas são canapés.

### Tipos
Existem vários tipos de petit four:

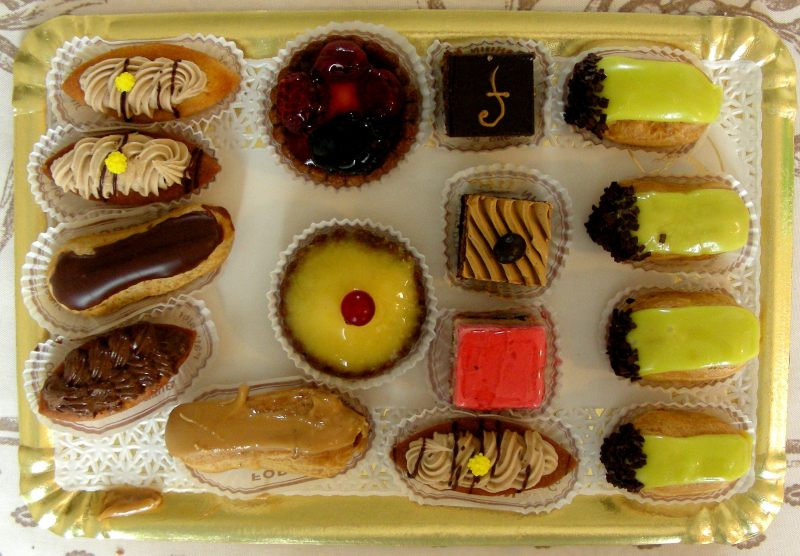
Variedade de mignardise (sobremesas pequeninas e delicadas, servidas ao fim de uma refeição)

- Petits fours secs: é petits fours feitos com massas "secas", como biscoitos, suspiros, macarons e folheados
- Petits fours glacés: os petits fours com acabamento vidrado, glacê de açúcar de confeiteiro ou decorados
- Petits fours salés: isto é, aqueles feitos com recheios salgados, como carne, queijo, salsichas e legumes picados, em pequenas porções ou em creme. Eles geralmente são servidos como um lanche ou em um coquetel. Os petit four salgados também são conhecidos como bouchée.

## Características dos petits fours internacionais
Petits fours modernos são bolos cortados, feitos com pão de ló, às vezes cobertos com uma camada de fondant de chocolate. Geralmente do tamanho de uma mordida. Hoje em dia, em algumas ocasiões a massa do recheio se assemelha a sanduíche, assim como os profiteroles. Nos Estados Unidos, refere-se geralmente a uma combinação de bolos de cerca de 1 polegada quadrada e cerca de 1,5 a 2 polegadas de altura, em que uma pluralidade de camadas de pão de ló e creme de manteiga (buttercream) são empilhadas. O bolo é muitas vezes decorado com um fondant tingido inúmeras cores e em várias formas. Nos países de língua alemã, os donuts recheados também são conhecidos como petits fours.